# Max Eiselin
Max Eiselin (* 8. Januar 1932 in Kriens) ist ein Schweizer Bergsteiger, Gründer des ersten Bergsportgeschäfts der Schweiz und Organisator der Expedition, der 1960 die Erstbesteigung des Dhaulagiri gelang.

## Leben
Der gelernte Kaufmann und passionierte Bergsteiger begann 1954 einen Versandhandel mit Bergsportartikeln, die damals nur schwer erhältlich waren, u. a. mit Felshaken von Riccardo Cassin, Leichtmetallkarabinern von Pierre Allain und den damals noch wenig bekannten Perlon-Bergseilen.
Eiselins Vorbild als Expeditionsunternehmer war der Schweizer Expeditionsbergsteiger und Fotograf Lorenz Saladin. Auf eigene Initiative, mit Hilfe von Freunden und Sponsoren organisierte er die Expedition, der am 13. Mai 1960 die Erstbesteigung des 13. Achttausenders Dhaulagiri gelang, bei der sechs der 13 Bergsteiger und zwei Sherpas den Gipfel erreichten. Dabei setzten sie einen Prototyp des einmotorigen Transportflugzeugs Pilatus Porter ein, getauft auf den Namen «Yeti», das jedoch abstürzte.
1963 organisierte Eiselin die erste Schweizer Expedition zum Hindukusch.
1967 entwickelte Eiselin eine eigene Skitourenbindung ETB.
Eiselins Geschäft für Bergsport umfasste neben dem Hauptgeschäft in Luzern Filialen in vier weiteren Städten(Zürich, Bern, Basel, Biel), er betrieb dort eine Kletterhalle und bot Touren, Kurse (Bergmaterialpflege, Lawinenkunde, Gebirgsorientierung, Ausbildungskurse sowie Berg-, Kletter- und Skitourenangebote) und kommerzielle Expeditionen an. 20 Jahre nach der Erstbesteigung führte das Unternehmen eine Expedition zum Dhaulagiri durch, die auf den Tag genau am 13. Mai 1980 den Gipfel erreichte.
Der Online-Handel vertrieb die Läden in den Schweizer Städten bis Ende 2016; nur die Filiale in Lörrach wird weiterbetrieben.

## Bücher von Max Eiselin
- Erfolg am Dhaulagiri. Orell Füssli, Zürich 1960.
- Wilder Hindukusch. Orell Füssli, Zürich 1963.